# Pouch

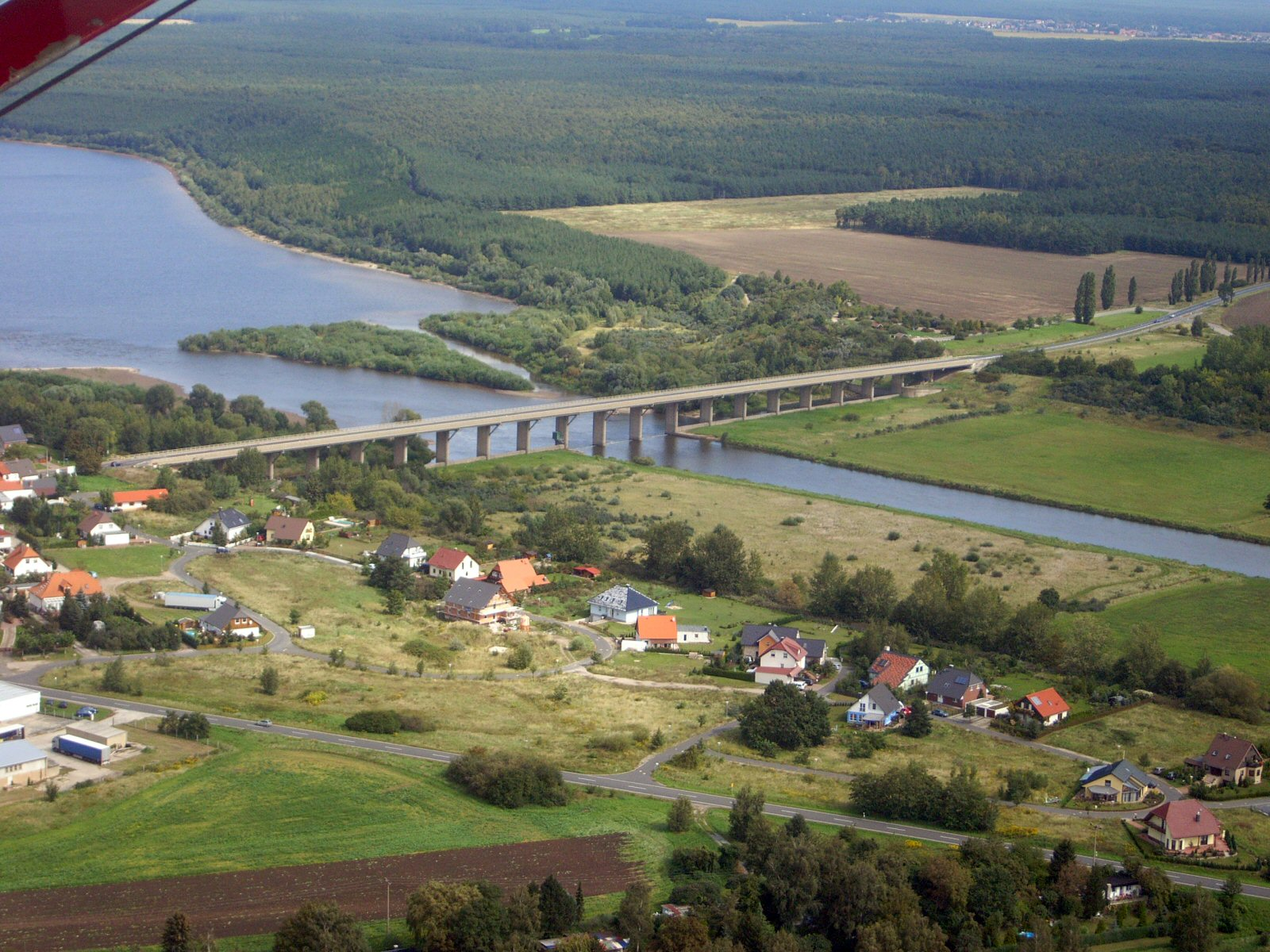
Pouch mit Mulde und Muldestausee

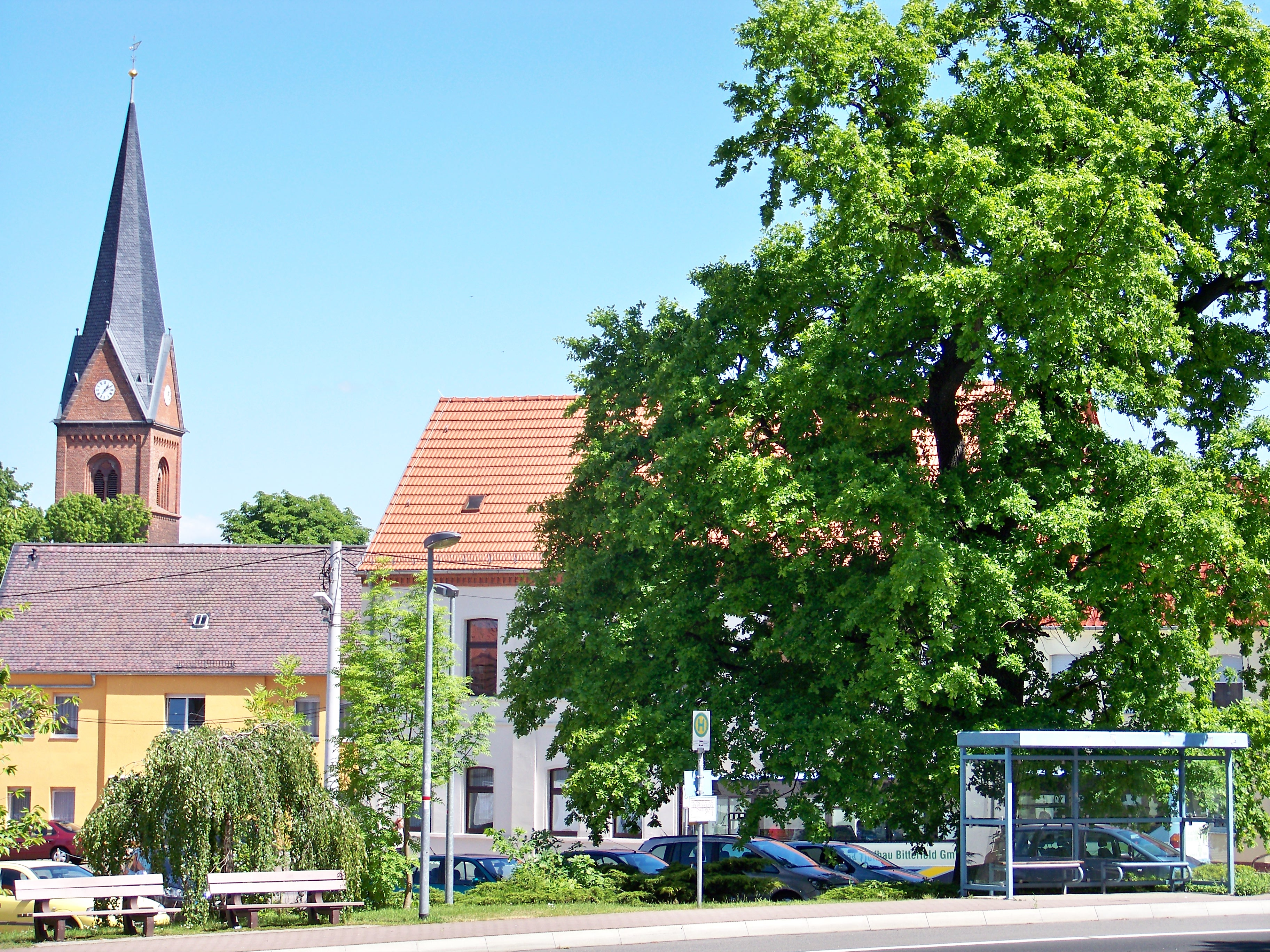
Dorfplatz

Pouch (Aussprache mit Dehnungs-u: [pʰoːx] bzw. Pohch) ist ein Ortsteil und Verwaltungssitz der Gemeinde Muldestausee im Landkreis Anhalt-Bitterfeld in Sachsen-Anhalt.

## Geografie
Pouch liegt zwischen Leipzig und Lutherstadt Wittenberg und damit im nördlichen Teil des ehemaligen Braunkohlereviers Mitteldeutschland. Von 1951 bis 1975 wurde im nördlich des Ortes gelegenen Tagebau Muldenstein Braunkohle gefördert. Im Zuge der Flutung des Tagebaubeckens entstand dort der Muldestausee. 1976 wurde südlich und westlich des Ortes das Baufeld III b des Tagebaus Goitsche erschlossen, in dem bis 1991 ebenfalls Braunkohle abgebaut wurde. Im Zuge der Sanierung des Tagebaus Goitsche entstand bis 2002 in dessen Abbaugebiet der Große Goitzschesee. Die Ortschaft liegt seitdem zwischen beiden Seen auf einer Landzunge. Im Zuge der Flutung des Großen Goitzschesees entstand westlich des Ortes Pouch eine gleichnamige künstliche Halbinsel, die unter anderem als Eventlocation genutzt wird.

## Geschichte
Pouch wurde in der zu Beginn des 11. Jahrhunderts verfassten Chronik des Bischofs Thietmar von Merseburg erstmals unter dem Jahr 981 als Pauc erwähnt. 993 folgte die erste tatsächliche urkundliche Erwähnung. Pouch bildete mit seiner Burg an der Mulde im 10. Jahrhundert den Mittelpunkt eines Burgwards. Um 1070 gelangte der Ort an das Bistum Meißen. Der Name Pouch leitet sich vom althochdeutschen Wort bauga für Flussbiegung ab, da Pouch an einem großen Bogen der Mulde liegt.
1332 erwarben die askanischen Herzöge von Sachsen-Wittenberg Pouch vom Bistum Meißen als Lehen. 1451 belehnten diese Vertreter der Familie von Rabiel (Rabil) mit Pouch. Sie teilten das dortige Schloss in Pouch alten Teils (Altpouch) und Pouch neuen Teils (Neupouch). Altpouch befand sich mindestens ab 1456 im Besitz der Ritter von Ammendorf. 1530 erhielt Philipp Graf zu Solms-Lich die Anwartschaft auf das halbe Rittergut Pouch.
Dieser begründete 1537 durch Erwerb der Herrschaft Sonnewalde in der Niederlausitz die Linie Solms-Sonnenwalde (eigentlich: Solms-Sonnewalde). Nach dem Aussterben der Ritter von Ammendorf wurde Friedrich Magnus Graf zu Solms 1544 mit (Alt-)Pouch belehnt. Es blieb bis 1945 im Besitz der Familie und spielte nicht selten, im Zusammenhang mit den Grafen zu Solms-Sonnenwalde, eine nicht zu unterschätzende Rolle innerhalb der herzoglich anhaltischen Familienpolitik, so z. B. im Zusammenhang mit der aus Anhalt verbannten Amalie von Anhalt-Dessau oder auch als Hochzeitsort zwischen den Solmsern und den Grafen von Pückler auf Schloss Muskau und Branitz in der Niederlausitz. Pouch gehörte also über Generationen genealogisch zum Haus Solms-Sonnewalde. Seit Wilhelm zu Solms-Sonnenwalde, und seinen Söhnen, zunächst Alfred zu Solms-Sonnenwalde, dann als Standesherr Theodor zu Solms-Sonnenwalde-(Alt-Pouch) sowie wiederum dessen Sohn Peter zu Solms-Sonnenwalde bildete sich eine konstante Entwicklung auch für Pouch heraus. In seinem Todesjahr, 1922, hatte das Rittergut Pouch mit Vorwerk Schmerz einen Umfang von 629 ha. Davon waren etwa 345 ha Waldbesitz. Nach dem Gothaischen Genealogischen Handbuch lebten der Erbe und die Nachfahren des Alfred Graf zu Solms-Sonnenwalde in den Niederlanden und bis 2022 teils wieder auf Schloss Wurschen in der Oberlausitz.
1422 gingen alle Lehensverhältnisse an die Wettiner über. Dadurch gehörte der Ort bis 1815 zum kursächsischen Amt Bitterfeld. 1528 erreichte die Reformation Pouch, und der erste evangelische Gottesdienst wurde abgehalten. Um 1575 hatte Pouch 370 Einwohner. Wie viele Gemeinden in der Umgebung wurde auch Pouch im Dreißigjährigen Krieg im Jahr 1637 von schwedischen Truppen geplündert. 
Am 9. Oktober 1813, einige Tage vor der Völkerschlacht bei Leipzig, befand sich Generalfeldmarschall Blüchers Hauptquartier für einige Stunden im Ort. Durch die Beschlüsse des Wiener Kongresses kam Pouch zu Preußen und wurde 1816 dem Kreis Bitterfeld im Regierungsbezirk Merseburg der Provinz Sachsen zugeteilt, zu dem es bis 1944 gehörte.
Seit dem 1. Januar 2010 gehört die ehemals selbständige Gemeinde Pouch zur Einheitsgemeinde Muldestausee. Die ehemalige Gemeinde gehörte der Verwaltungsgemeinschaft Muldestausee-Schmerzbach an.

## Politik

### Bürgermeister
Der letzte ehrenamtliche Bürgermeister der Gemeinde Pouch war Hans-Peter Fabig und wurde am 12. Juni 1994 gewählt.

### Wappen
Das Wappen wurde am 9. Mai 2000 durch das Regierungspräsidium Dessau genehmigt und im Landeshauptarchiv Magdeburg unter der Wappenrollennummer 16/2000 registriert.
Blasonierung: „In Silber vom unteren Schildrand steigend drei langgestielte grüne Eichenblätter, vor dem mittleren – in gleicher Höhe – ein schwarz gefugtes rotes Stadttor mit zwei beknauften spitzbedachten Turmaufsätzen, vier Rundbogenfensteröffnungen (2:2) und einer Rundbogentoröffnung.“
Das Wappen wurde vom Heraldiker Frank Jung gestaltet.

### Flagge
Die Flagge von Pouch ist Rot mit je einem schmalen weißen Streifen an den Seiten (1:1:8:1:1; Hissflagge: Streifen von oben nach unten verlaufend). Das Wappen ist mittig auf die Flagge aufgelegt.

## Kultur und Sehenswürdigkeiten
Auf der Halbinsel Pouch entstand zwischen 1989 und 2000 ein Landschaftskunstprojekt auf einer Fläche von 60 km². Der Landschaftspark Goitzsche gehörte bis 2017 zum Parkverbund Gartenträume Sachsen-Anhalt.

### Bauwerke
Das Schloss, der Rote Turm und die im 13. Jahrhundert aus Feldsteinen erbaute Kirche mit einem spätgotischen vierflügeligen geschnitzten Hochaltar, dessen Altargemälde der Werkstatt des Wittenberger Malers und Reformators Lucas Cranach zugeschrieben werden, oder auch dem Hofmaler der Solms-Licher Schlossherren, Hans Döhring, sind historische Hinweise darauf, dass Pouch Verbindungen nicht nur in der Geschichte Anhalts, sondern auch im Königreich Sachsen und der Mark Brandenburg hatte. Das auf Schloss Pouch ansässige Geschlecht hatte direkte verwandtschaftliche Verbindungen zu den Herzögen von Anhalt-Bernburg und Anhalt Dessau, und diese lassen sich insbesondere in den Armeen von Sachsen-Anhalts Leopold I., „Der Alte Dessauer“, und von Brandenburgs/Preußens Friedrich dem Großen wiederfinden.
Die Dorfkirche Pouch ist eine im Kern romanische Saalkirche in Bruchsteinmauerwerk mit später erneuerten Turm.

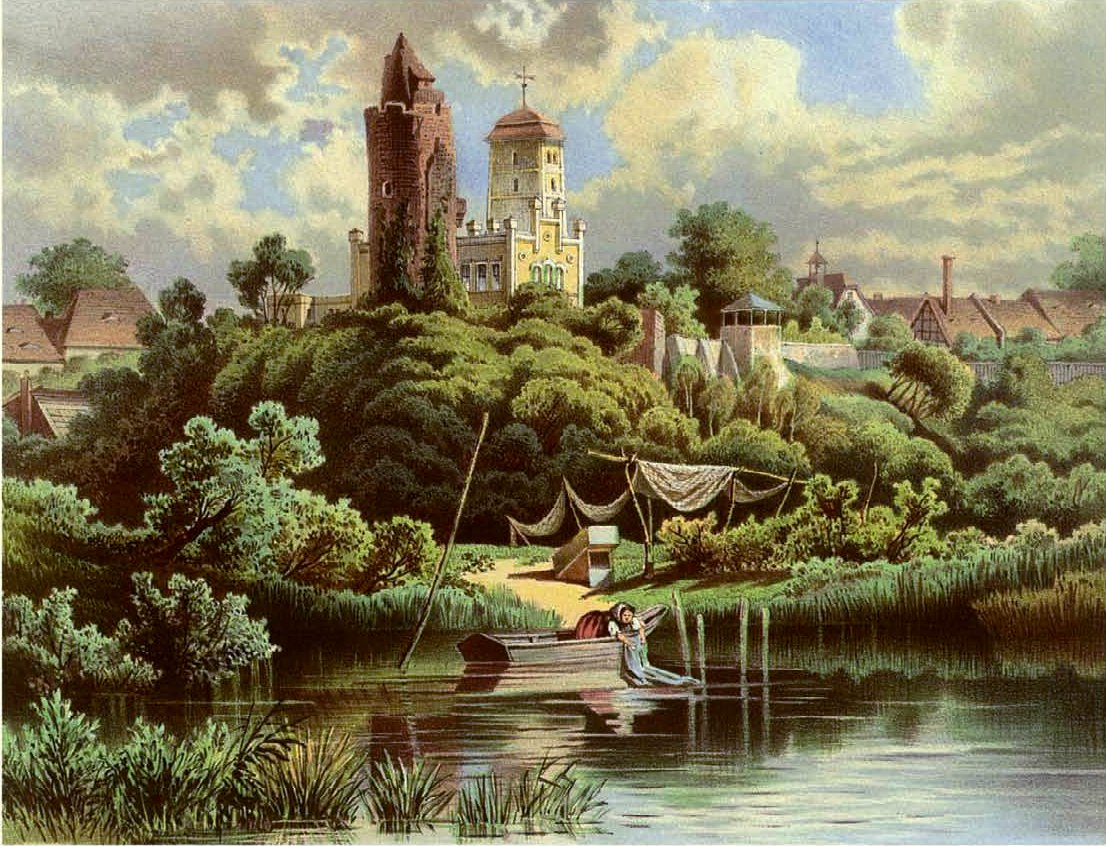
Schloss Pouch nach Alexander Duncker, 1873
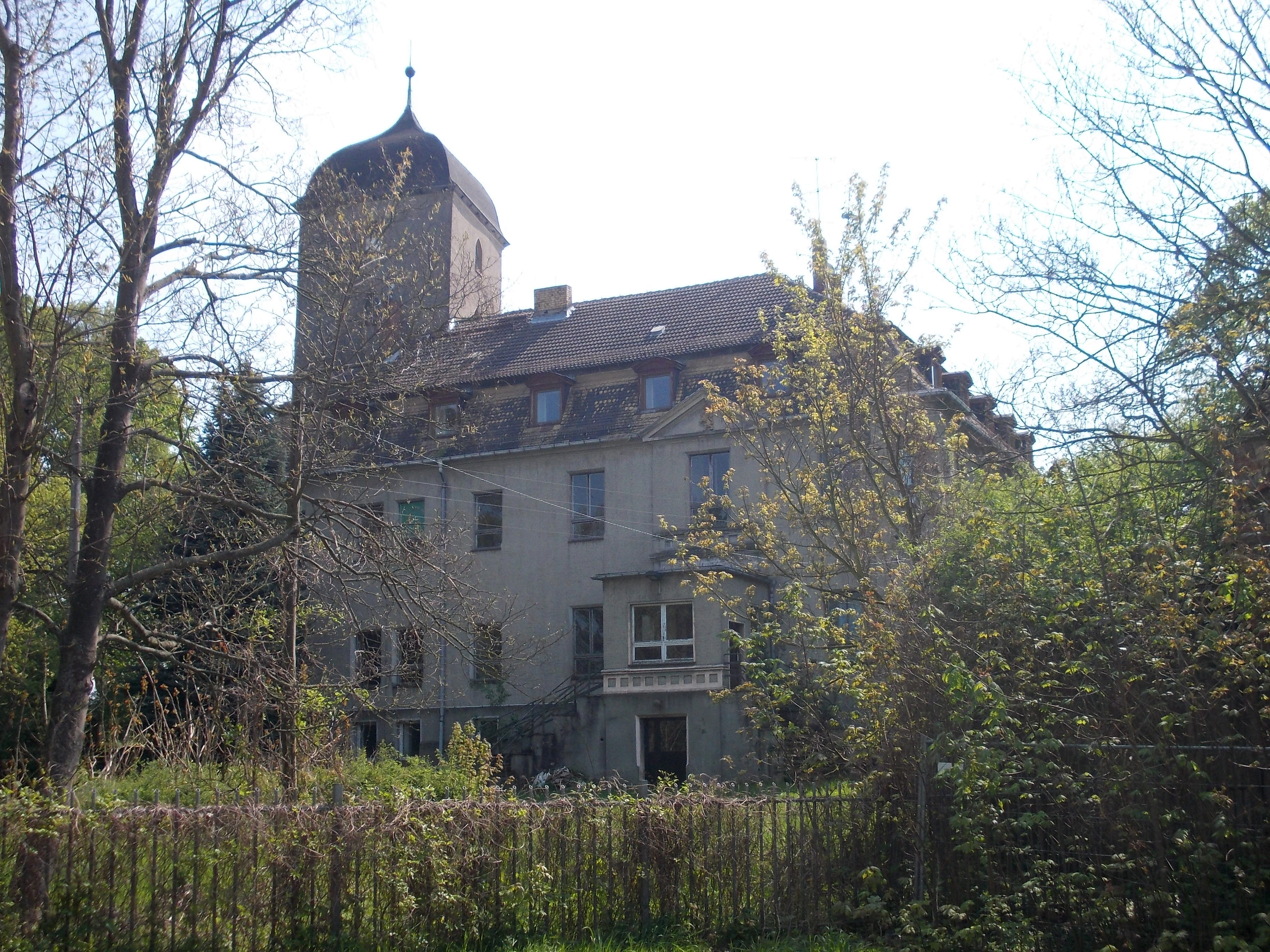
Schloss Pouch, 2014
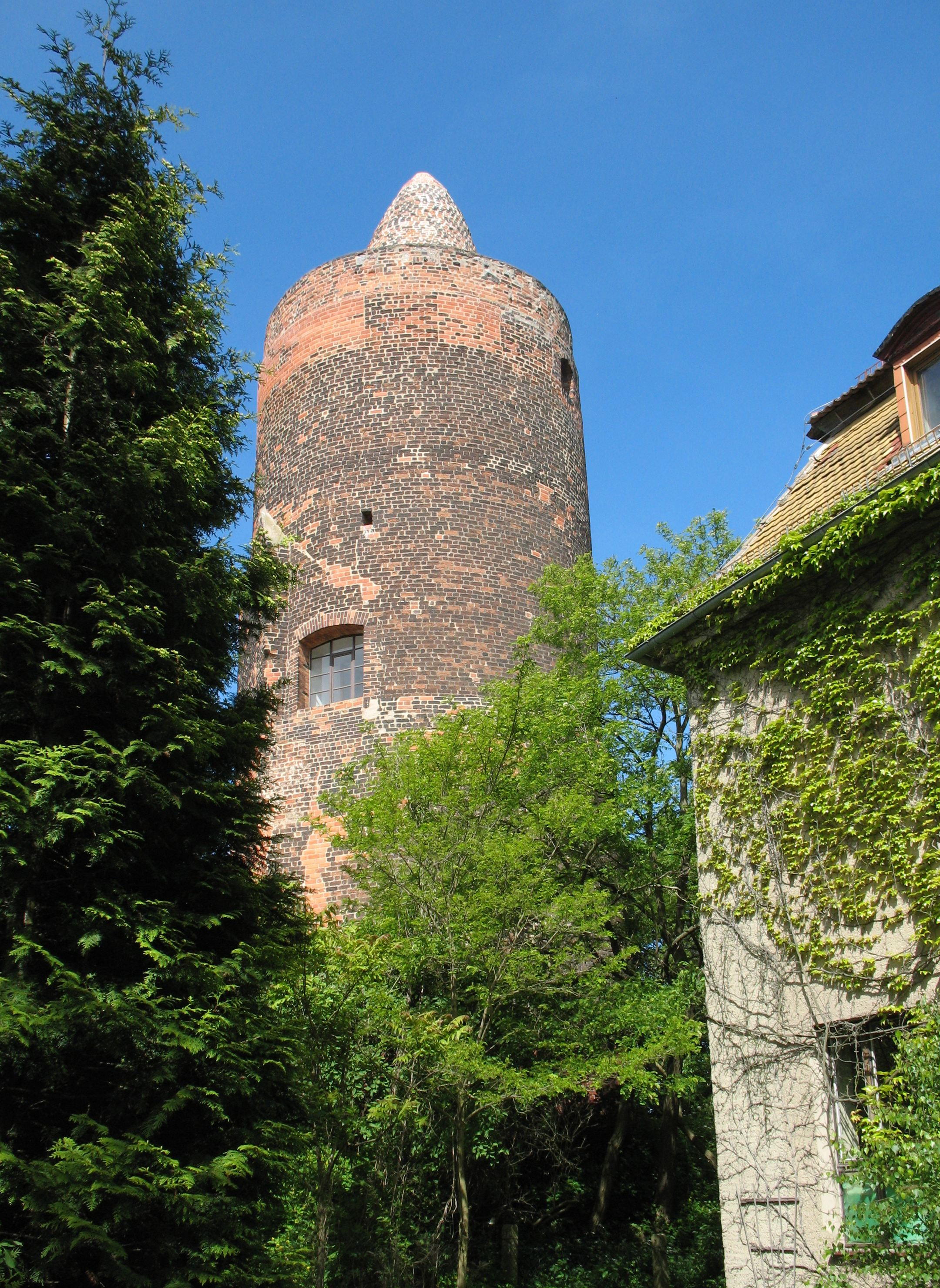
Roter Turm
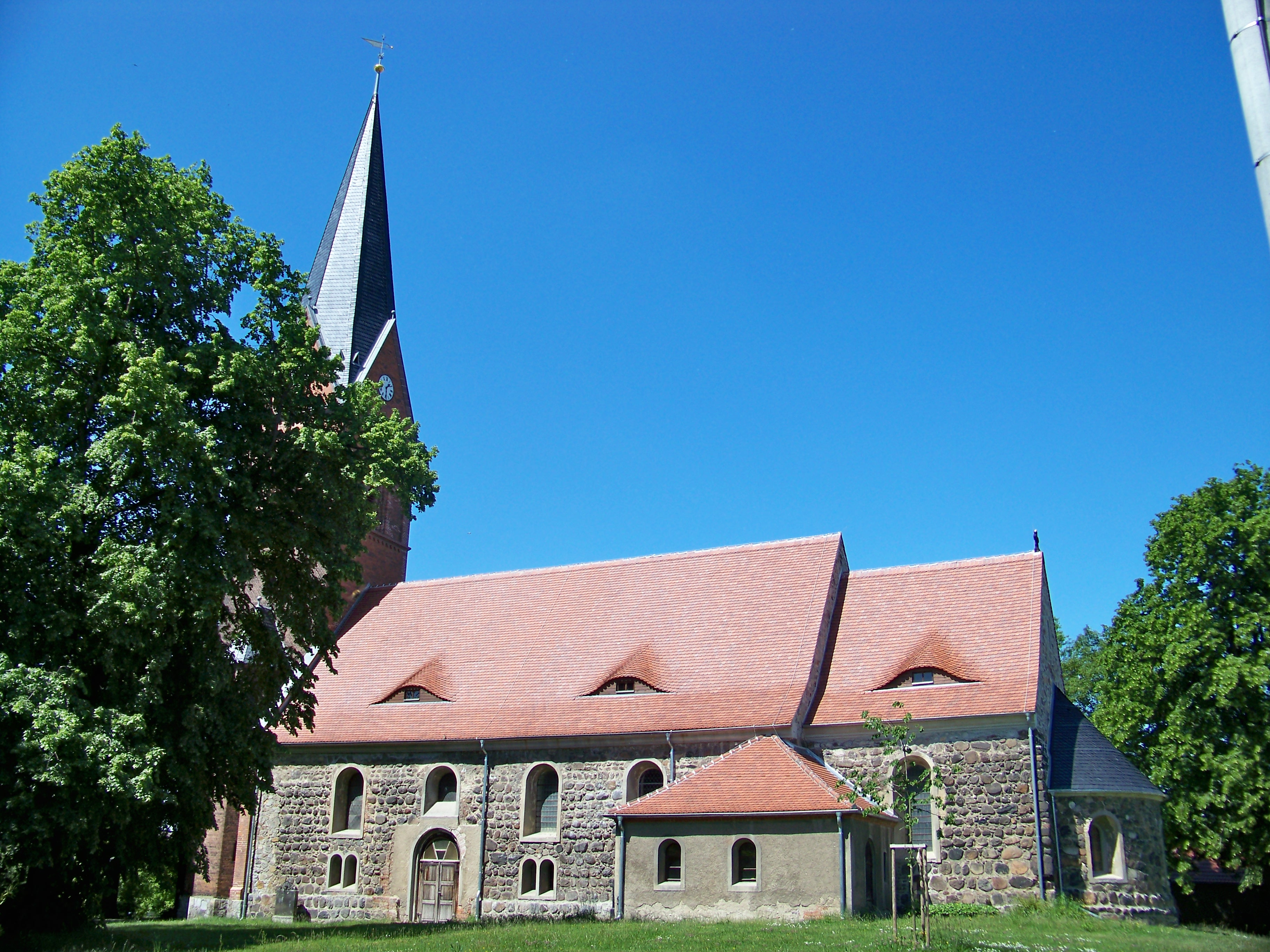
Kirche Pouch

### Musik
In den Jahren 2007 und 2008 wurde das HipHop- und Reggae-Festival Splash! in Pouch veranstaltet, welches 2007 noch das größte in Europa war. Seit 2008 findet auch das Sputnik Springbreak Festival dort statt.

## Wirtschaft und Infrastruktur
Das wichtigste und bekannteste Unternehmen in Pouch war bis 2015 die Poucher Boote GmbH. Das 1953 gegründete Unternehmen war vor allem als Hersteller von Faltbooten bekannt.
Zwischen 1936 und 1955 bestand in Pouch die Telefonfabrik Flämig & Co., die unter anderem das Eindraht-Telefon Induktofon (ein Klein-Fernsprecher für größere Entfernungen) herstellte, das sich nicht nur als „billiges Hausgerät“ eignete, sondern das sich auch als Feldtelefon „in Wald- und Forstbetrieben, am Schießstand, auf Farmen u. dgl.“ einsetzen ließ. Weitere Produkte des Unternehmens waren Türlautsprecher sowie Nachrichtengeräte für den Luftschutz.

### Verkehr
Durch den Ort verlaufen die hier zusammengeführten Bundesstraßen 100 und 183 von Bitterfeld nach Wittenberg bzw. Torgau. Über die im Jahr 1976 fertiggestellte neue Muldebrücke führt der gesamte Fernverkehr in Richtung Wittenberg und Bad Düben und die Dübener Heide.